# Owen Paterson (chef décorateur)
Pour les articles homonymes, voir Owen Paterson.
Owen Paterson est un chef décorateur australien.

## Biographie
Originaire d'Australie-Occidentale, il vit désormais à Sydney avec sa femme et ses deux enfants. 
Il a notamment été nommé deux fois au British Academy Film Award de la meilleure direction artistique, en 1995 pour Priscilla, folle du désert et en 2000 pour Matrix. Il a également remporté l'AFI Award de la meilleure direction artistique pour Priscilla, folle du désert en 1994 et le SDFCS Award de la meilleure direction artistique pour V pour Vendetta en 2006. 

## Filmographie
- 1985 : Bliss de Ray Lawrence
- 1987 : Travelling North de Carl Schultz
- 1994 : Priscilla, folle du désert (The Adventures of Priscilla, Queen of the Desert) de Stephan Elliott
- 1996 : Race the Sun de Charles T. Kanganis
- 1996 : La Bête (The Beast) (téléfilm) de Jeff Bleckner
- 1997 : Bienvenue à Woop Woop  de Stephan Elliott
- 1999 : Matrix des Wachowski
- 2000 : Planète rouge (Red Planet) d'Antony Hoffman
- 2003 : Matrix Reloaded des Wachowski
- 2003 : Matrix Revolutions des Wachowski
- 2006 : V pour Vendetta (V for Vendetta) de James McTeigue
- 2008 : Speed Racer des Wachowski
- 2011 : The Green Hornet de Michel Gondry
- 2014 : Godzilla de Gareth Edwards
- 2016 : Gods of Egypt d'Alex Proyas
- 2016 : Captain America: Civil War d'Anthony et Joe Russo
- 2017 : Jumanji: Bienvenue dans la jungle (Jumanji: Welcome to the Jungle) de Jake Kasdan